# István Adorján
István Adorján (12 de novembro de 1913 — 7 de junho de 1987) foi um ciclista húngaro que competiu no ciclismo nos Jogos Olímpicos de Verão de 1936, representando a Hungria.